# Bohumil Říha

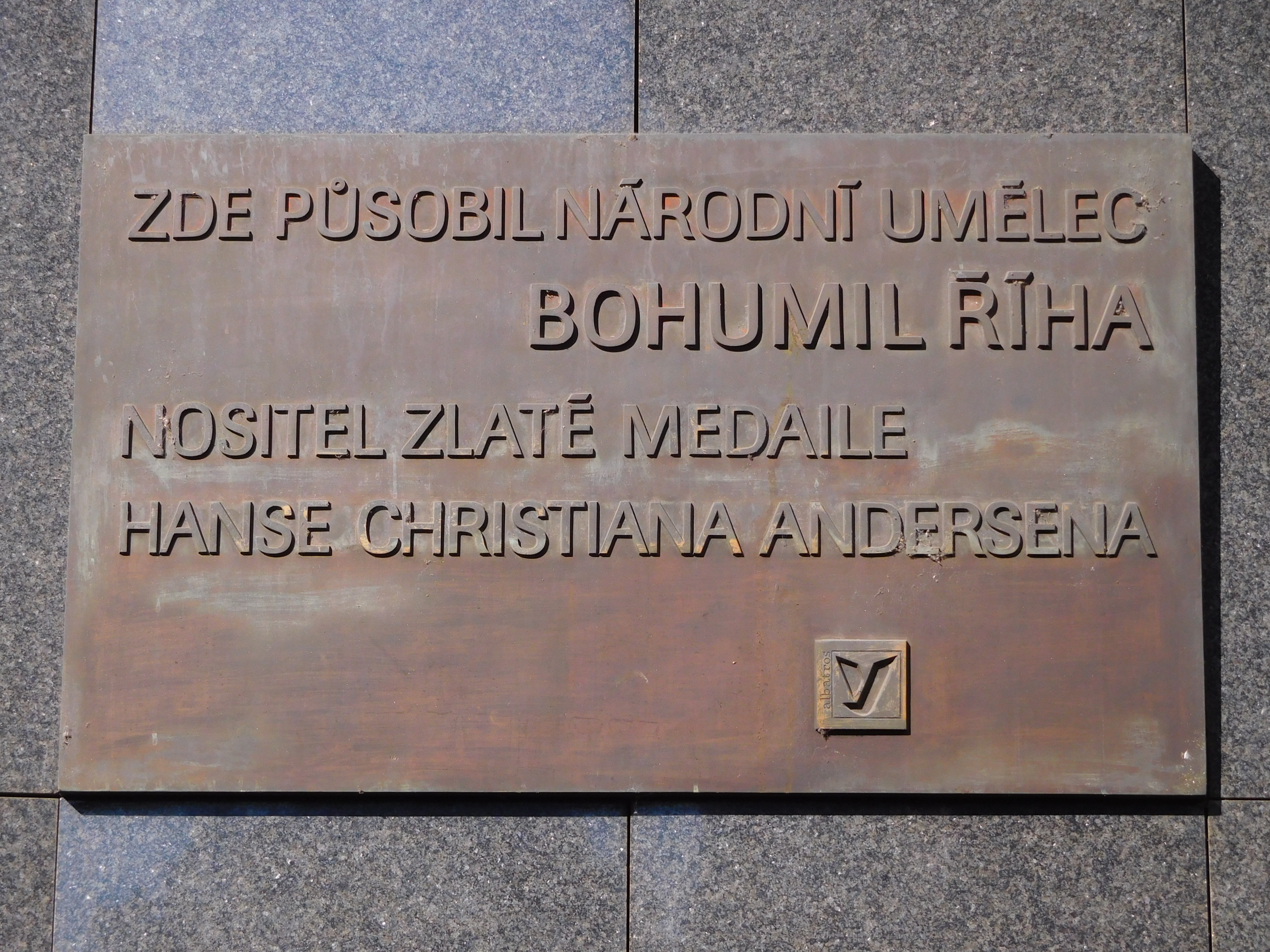
Gedenktafel in Prag (Praha - Staré Město, Národní 29, pamětní deska Bohumila Říhy)

Bohumil Říha (* 27. Februar 1907 in Vyšetice; † 15. Dezember 1987 in Prag) war ein tschechischer Romancier und Kinderbuchautor.

## Leben
Eines seiner bekanntesten Werke war seine Kinder-Lexikon von 1959. Für „Jindra und die Baroness“ erhielt er 1960 einen Sonderpreis des tschechischen Kultusministeriums. Seine Kinderbücher wurden in viele Sprachen übersetzt. Im Jahre 1980 erhielt er den Hans Christian Andersen-Preis. Auf Deutsch erschienen seine Bücher unter anderem in sehr weit verbreiteten und hohen Druckauflagen in der Reihe: Die kleinen Trompeterbücher und der Kompass-Bücherei der DDR.

## Werke
- Das Kinderbuch Adam und Otka handelt von dem achtjährigen Geschwisterpaar, das ihre Tante in Prag besucht und dort die Welt der Straßenbahnschaffnerin kennenlernt.
- Der Roman Kelch und Schwert ist ein historischer Roman der zur Zeit der Hussitenbewegung spielt. Er zeigt den  ersten Prager Fenstersturz auf und wie die hussitische Volksmassen in Prag Kirchen und Klöster gewaltsam der Kelchkommunion unterwerfen.

- Der Roman Doktor Meluzin: Die Umstände seines Lebens und die Trennung von seiner Frau bringen den dreiundfünfzigjährigen Dr. Meluzin dazu, seine Stellung als Chefarzt eines Prager Krankenhauses aufzugeben. Er geht aufs Land, um dort in einer Ambulanz zu praktizieren. Bald erkennt er, dass er sich auf dem Dorf nicht wohl fühlt und bloß vor sich selbst flieht und vor seiner leeren Innenwelt. Ihn quält das Scheitern seiner Ehe und durch die Aufgabe der Stellung in Prag nun auch noch das Scheitern im Beruf. Bald fallen die Vorbehalte gegen das Landleben und er beginnt sich in die Situation zu fügen und aus dem Neubeginn das Beste zu machen. Titel des tschechischen Originals lautet: „Doktor Meluzin“. „Ein unpathetischer, unterhaltsamer Roman“ (Zitat: aus dem Klappentext)

## Verfilmungen
Literarische Vorlage
- 1973: Adam und Otka (Adam a otka)

Drehbuch
- 1981: Ein Sommer mit dem Wildpferd (Divoky konik ryn)